# Wolfgang Erlitz
Wolfgang Erlitz (* 15. Februar 1950 in Frohnleiten, Steiermark) ist ein österreichischer Politiker der SPÖ. Er war von 2005 bis 2010 Mitglied im österreichischen Bundesrat und von Juli 2007 bis Dezember 2007 dessen Präsident.

## Ausbildung und Beruf
Nach der Volksschule und der Hauptschule in seiner Heimatstadt Frohnleiten besuchte Erlitz das musisch-pädagogische Bundesrealgymnasium in Graz, wo er im Jahr 1969 maturierte. Nach seinem Präsenzdienst begann er ein Lehramtsstudium der Mathematik und Geschichte an der Universität Graz, das er im Jahr 1975 als Magister der Naturwissenschaften abschloss.
Nach seinem Studium war Erlitz als Lehrer am Bundesgymnasium und am Bundesrealgymnasium in Leoben tätig, seit 1977 als Professor. Im Jahr 1991 wechselte er als stellvertretender Direktor an die Höhere Internatsschule des Bundes in Graz-Liebenau, die er ab 2001 leitete. Diese Tätigkeit gab Erlitz im Jahr 2003 auf, als er in die steirische Landesregierung berufen wurde. Seit 1. Mai 2013 ist Erlitz stellvertretender Präsident des Landesschulrates für Steiermark.
Wolfgang Erlitz ist mit Evelyn Erlitz-Lanegger verheiratet und hat einen Sohn. Er lebt in Frohnleiten.

## Politische Ämter
Erlitz gehört seit 1980 dem Gemeinderat von Frohnleiten an, ab 1985 als Obmann des Kulturausschusses. Von 1989 bis 1991 war er stellvertretender Bürgermeister.
Im Oktober 1991 zog Erlitz in den steirischen Landtag ein und stand seit 1996 dem Ausschuss für Gesundheit und Spitäler vor. Dem Landtag gehörte er bis April 2003 an, ehe er von Waltraud Klasnic als Nachfolger von Günter Dörflinger zum Landesrat für Gesundheit und Spitäler berufen wurde. Dieses Amt übte er bis zum Ende der Gesetzgebungsperiode im Oktober 2005 aus, ehe er von Helmut Hirt abgelöst wurde.
Gleichzeitig zog Erlitz als Vertreter der Steiermark in den Bundesrat ein, dessen Präsident er turnusgemäß von Juli 2007 bis Dezember 2007 gewesen ist. Mit 20. Oktober 2010 schied Erlitz aus dem Bundesrat aus.
Die Schwerpunkte der politischen Arbeit von Erlitz liegen in den Bereichen Bildung, Forschung und Gesundheit.

## Auszeichnungen
- 2008: Großes Goldenes Ehrenzeichen mit dem Stern für Verdienste um die Republik Österreich[1]